# Като Киёмаса
Като́  Киёма́са (яп. 加藤 清正 Като: Киёмаса, 25 июля 1561 — 2 августа 1611) — японский государственный и военный деятель, самурайский полководец и даймё (феодал), живший на рубеже периодов Адзути-Момояма и Эдо. Приёмный сын Тоётоми Хидэёси, глава княжества Кумамото в провинции Хиго. Строитель замков Кумамото и Нагоя. Участник битвы при Сидзугатакэ (1583) и японско-корейской войны (1592—1598). Член буддистской секты Нитирэн, преследователь христиан.

## Жизнеописание

### Молодые годы
Като Киёмаса родился 25 июня 1562 года в селе Нака уезда Эты провинции Овари (на территории современного города Нагоя в префектуре Айти) в крестьянской семье. В детстве он поступил на самурайскую службу к односельчанину Тоётоми Хидэёси, генералу Оды Нобунаги. В 1578 году Киёмаса принял участие в Харимском походе. В 1580 году, отличившись на поле боя, он получил небольшое земельное владение в уезде Дзинто провинции Харима, доходом 120 коку. В следующем году Киёмаса штурмовал замки Тоттори и Каммури.
В 1582 году, после гибели Оды Нобунаги, Киёмаса принял участие в битве при Ямадзаки в составе войск Тоётоми Хидэёси. Через год он поддерживал своего хозяина в противостоянии с Сибатой Кацуиэ. В 1583 году Киёмаса получил за подвиги титул одного из семи лучших копейщиков битвы при Сидзугатакэ, а также владения в провинциях Оми, Ямасиро и Кавати доходом в 3000 коку. В 1585 году, по ходатайству Тоётоми Хидэёси, Императорский двор даровал ему 5-й младший ранг и звание Главы счётного отдела (яп. 主計頭, かずえのかみ).
В 1587 году Киёмаса принял участие в карательном походе на остров Кюсю. После завоевания замка Удо он был назначен его управляющим и заведовал провизией. Параллельно с этим Киёмаса исполнял обязанности наместника Тоётоми Хидэёси в купеческом городе Сакаи. В этот период, под влиянием своей матери, он стал ревностным поборником буддистской секты Нитирэн.
В 1588 году Киёмаса получил от Хидэёси бывшие владения Сассы Наримасы. Он стал правителем северной части провинции провинции Хиго с центром в замке Кумамото, доходом 195 тысяч коку. Южная часть провинции была поручена христианскому даймё Конисе Юкинаге, с которым полководец находился в постоянной конфронтации.

### Имдинская война
В 1592 году Киёмаса принял участие во вторжении в Корею, возглавив 2-ю японскую дивизию. Он постоянно пытался отличиться на войне и завидовал оппоненту-христианину Конисе Юкинаге, который смог взять корейские столицы Сеул и Пхеньян. Во время похода Киёмаса пленил двух корейских принцев, пересёк корейскую границу и вторгся в Маньчжурию, на территорию проживания тунгусского племени урянхайцев. По преданию, в свободное время полководец самостоятельно охотился на тигров, имея из оружия только копьё.
В ходе японо-корейской войны Киёмаса настаивал на земельном разделении Кореи между японскими офицерами. Несмотря на потерю японцами наступательной инициативы, поражение и необеспеченность коммуникациями, он настаивал на продолжении кампании и наступлении на Китай. Из-за таких взглядов Киёмаса вступил в открытый конфликт с Кониси Юкинагой и Исидой Мицунари, которые пытались заключить с корейско-китайской коалицией мир и спасти японское войско от полного уничтожения. В 1596 году на полководца был сделан донос. Его вернули с фронта и посадили под домашний арест в замке Фусими, резиденции Тоётоми Хидэёси.
Во время ареста в Киото произошло сильное землетрясение. Тревожась за жизнь своего сюзерена Хидэёси, Киемаса выскользнул из-под ареста и прибыл в его ставку. Растроганный такой преданностью, хозяин простил подчинённого и в 1597 году вновь назначил его одним из командиров экспедиционного корпуса в Корее.
В ходе второй корейской кампании Киёмаса руководил обороной Ульсана. Его 10-тысячное войско в течение месяца отражало штурмы 60-тысячной корейско-китайской армии. За боевую доблесть противники прозвали Киёмаса кисёкан, то есть «полководец-дьявол».

### Старость
В конце 1598 года, по окончании корейской войны, Киёмаса вернулся в Японию. В ходе политической борьбы за главенство в роде Тоётоми между Исидой Мицунари и Токугавой Иэясу он поддержал последнего. В 1600 году полководец руководил войсками союзников Токугавы на острове Кюсю.
После битвы при Сэкигахаре Киёмасе была дарована вся провинция Хиго, доходом 540 тысяч коку, за исключением островов Амакуса и Кума. Он стал основателем и первым правителем автономного удела княжество Кумамото. Усилиями полководца был перестроен замок Кумамото, заложены основы города Кумамото и упорядоченно движение рек в равнине Хиго. Одновременно с этим, он способствовал процветанию буддистской секты Нитирэн и был одним из первых японских правителей, кто организовал жестокие преследования христиан в своих владениях. В битве при Хондо, он приказал своим людям разрезать животы беременным женщинам-христианкам и отрубить головы их нерожденным детям.
В 1603 году Императорский двор удостоил Киёмасу 4-м младшим рангом и титулом Хиго-но-ками (яп. 肥後守, ひごのかみ). Впоследствии, по приказу сёгуна Токугавы, он руководил строительством замка Нагоя.
В конце жизни Киёмаса пытался примирить сёгуна Токугаву Иэясу с Тоётоми Хидэёри, сыном его покойного хозяина Тоётоми Хидэёси. В 1611 оба встретились при посредничестве полководца в столичном замке Нидзё. Однако усилия Киёмасы были прерваны его преждевременной смертью 2 августа 1611 года от кровоизлияния в мозг. По преданию, его отравили агенты Токугавы во время встречи в Нидзё, поскольку полководец мешал сёгунату уничтожить род Тоётоми.
Киёмаса похоронен в монастыре Хонмё-дзи в городе Кумамото. В том же городе стоит святилище Като, в котором покойного полководца почитают как синтоистское божество.